# Glyptopetalum griffithii
Glyptopetalum griffithii är en benvedsväxtart som beskrevs av David Prain. Glyptopetalum griffithii ingår i släktet Glyptopetalum och familjen Celastraceae. Inga underarter finns listade.